# Storia della telefonia in Italia

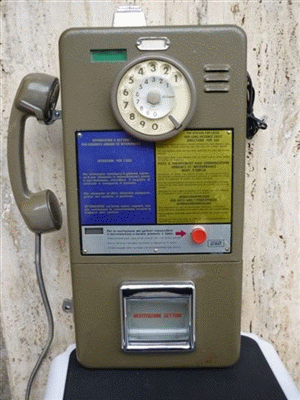
Telefono pubblico di tipo U+I con gettoniera, usato in Italia dal 1964 al 1982

La storia della telefonia in Italia iniziò ancor prima che il telefono venisse brevettato, quando il nuovo mezzo di comunicazione era ancora nella fase sperimentale.
Da allora la telefonia italiana ha seguito uno sviluppo che, senza essere sostanzialmente diverso da quello di altre nazioni occidentali, si è dovuto confrontare e adeguare, soprattutto sotto l'aspetto organizzativo ed imprenditoriale, alle specifiche condizioni politiche ed economiche italiane.

## La fase sperimentale
I primi esperimenti di trasmissione di suoni attraverso l'elettricità, in Italia ed in tutto il mondo, furono quelli effettuati fra il 1843 e il 1865 dall'aostano Innocenzo Manzetti, che elaborò un prototipo di telefono, pur non brevettandolo.
Ben più famosi furono gli esperimenti condotti dal fiorentino Antonio Meucci, il quale però, esule per motivi politici, visse e lavorò non in Italia ma prima all'Avana e poi a New York.
Dopo l'assegnazione del brevetto allo scozzese Alexander Graham Bell nel 1876, iniziarono anche in Italia le sperimentazioni con i telefoni ideati dall'inventore scozzese.
Nel 1877 a Milano ebbero luogo due dimostrazioni. Innanzitutto, l'ingegner Maroni della direzione telegrafica delle ferrovie costruì il primo telefono di tipo Bell in Italia, sulla base della descrizione fattane dall'ingegner Giuseppe Colombo che l'aveva visto all'Esposizione Universale di Filadelfia.
Il 30 dicembre dello stesso anno i fratelli Gerosa di Milano, produttori di telefoni su licenza Bell, impiantarono il primo collegamento telefonico italiano, fra la sede dei Pompieri Civici, a Palazzo Marino, e il deposito della Società Anonima degli Omnibus di Porta Venezia.
Il 28 febbraio 1878 si tenne la presentazione ufficiale del telefono alla presenza della famiglia reale: il collegamento era stato attivato fra il Palazzo del Quirinale e l'ufficio del telegrafo di Tivoli, utilizzando la linea telegrafica.
Altre sperimentazioni ebbero luogo a Torino, Trieste e Venezia.

## Le reti urbane

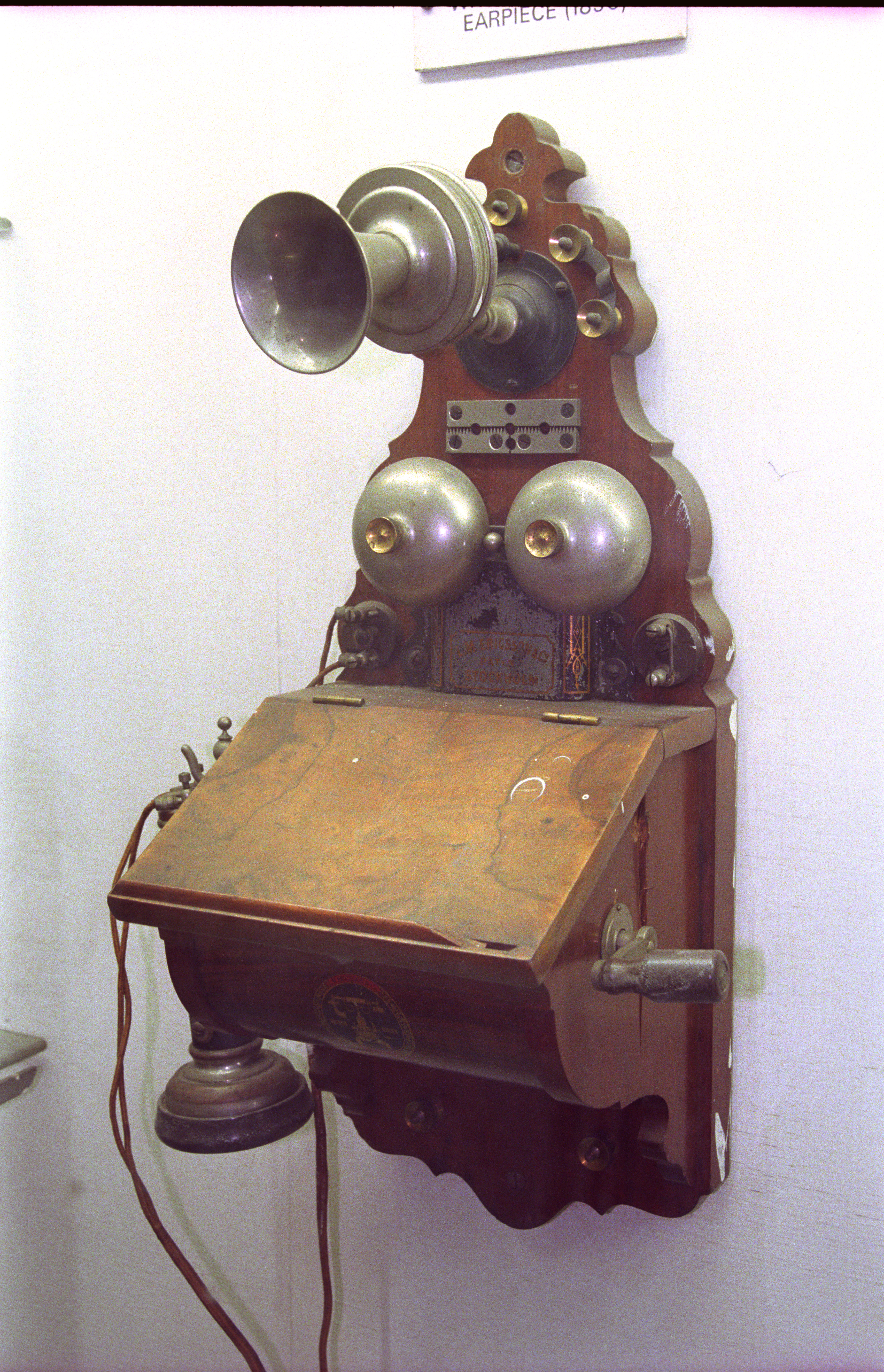
Telefono a manovella

Il 1º aprile 1881 il Ministro dei lavori pubblici Alfredo Baccarini emanò il decreto ministeriale che dettava le condizioni per la concessione di reti telefoniche urbane a imprenditori privati.
L'imposizione del limite territoriale circoscritto ad una singola città, permetteva al telegrafo di rimanere l'unico strumento di comunicazione interurbano in tempo reale. Questa politica era comune a tutte le nazioni dell'epoca.
In base al decreto vennero accordate trentasette concessioni telefoniche; gli abbonati erano novecento in tutta Italia.
A Milano inizialmente operavano la Società Italo-Americana del telefono Bell, la Società Generale Italiana e la Società Florio; i tre operatori nel 1884 si fusero nella Società Telefonica Lombarda, diretta da Edoardo Gerosa. A tale concessionaria nel 1893 subentrò la Società Telefonica Alta Italia. 
A Roma operavano la Società Romana di Telefoni e di Elettricità, la Società generale italiana di telefoni ed applicazioni elettriche e la Società anonima cooperativa dei telefoni in Roma.
A Genova nel 1881 furono costituite la Società ligure del telefono Bell con capitale americano e la Società telefonica ligure con capitale belga e francese. La prima abbandonò il campo nel 1884.
Fra le prime città ad avere una rete telefonica ci furono anche Bergamo, Bologna, Bari, Ferrara e Venezia.
Molte concessionarie erano emanazioni di compagnie straniere, come la Bell Telephone Company, la Western Electric o la Siemens.
Nel 1886 Giovanni Battista Marzi realizzò per la rete telefonica vaticana la prima centralina telefonica automatica al mondo.
Nel 1892 venne emanata la prima legge sull'esercizio dei telefoni, la legge 7 aprile 1892 nº 184, che di fatto scoraggiava gli investimenti nel settore, in quanto stabiliva che al termine della concessione (quindici anni) lo Stato poteva revocarla e rilevare gli impianti senza indennizzo
Iniziò allora un processo di concentrazioni societarie che portò agli inizi del Novecento all'affermazione di due operatori principali: la Società generale italiana dei telefoni e applicazioni elettriche di Roma, legata alla americana Bell, e la Società Telefonica Alta Italia di Milano, emanazione della Siemens.

## La prima nazionalizzazione parziale
Agli inizi del nuovo secolo la tecnologia permetteva ormai la creazione di reti telefoniche interurbane. Nel 1903 fu pertanto emanata la legge nº 32 del 15 febbraio, che assegnava direttamente allo Stato il compito di gestire i trentaquattro collegamenti interurbani previsti. Il primo collegamento telefonico interurbano venne effettuato nel 1904, fra Milano e Monza.
Nello stesso 1903 vi fu uno scandalo dovuto ai conflitti d'interessi che riguardavano i concessionari telefonici, con la nomina di una apposita commissione parlamentare d'inchiesta. In particolare fu oggetto di critiche la Società generale dei Telefoni che dovette cedere la propria rete alla Banca Commerciale Italiana.
Nel 1907, allo scadere delle concessioni, vennero nazionalizzate le reti delle due maggiori concessionarie, Società generale e Alta Italia, che furono gestite dal Ministero delle poste e dei telegrafi. Rimanevano tuttavia sessantaquattro piccole concessionarie locali.
Nel 1913 fu inaugurata la prima centralina automatica italiana, al quartiere Prati di Roma, seguita dieci anni dopo dalla prima centralina automatica di Milano, per la zona di Porta Romana. L'automazione cambiò radicalmente l'utilizzo del telefono: anziché chiedere alla centralinista di essere collegati con il numero desiderato, si doveva comporre direttamente il numero telefonico e perciò fu introdotto il disco combinatore; e conseguentemente gli utenti impararono a riconoscere i segnali di "libero" e di "occupato". Negli anni successivi le centraline automatiche si diffusero nelle reti urbane, mentre per le chiamate extraurbane rimase normale l'opera della centralinista.
Nel 1921 venne fondata la Società Italiana Reti Telefoniche Interurbane (SIRTI) per la posa dei cavi di collegamento extraurbani. Era partecipata dalla CEAT, dalla Pirelli e poi anche dalla Western Electric. Nel corso degli anni venti la società creò la rete dei collegamenti telefonici extraurbani nella penisola.

## Le cinque concessionarie di settore

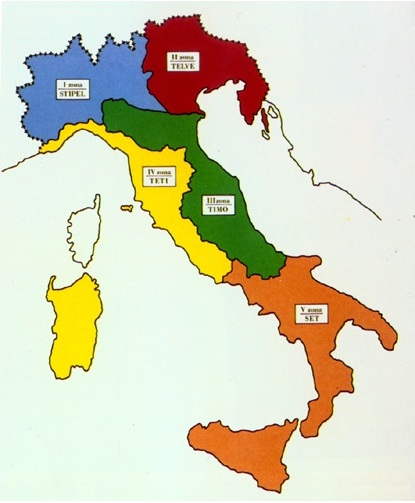
Carta delle aree di pertinenza delle cinque concessionarie

Con il regio decreto-legge 8 febbraio 1923, n. 399 il governo Mussolini decise di riprivatizzare il sistema telefonico nazionale.
La rete telefonica, infatti, era inefficiente, in quanto lo Stato aveva rilevato dalle concessionarie degli impianti obsoleti e mal realizzati.
Tuttavia, lo Stato non era in grado di sostenere gli investimenti necessari alla modernizzazione del sistema telefonico, a causa del debito pubblico accumulato per le spese militari della prima guerra mondiale. 
Mussolini decise inoltre di non assegnare il servizio telefonico ad un'unica concessionaria, perché a quell'epoca molte di esse erano legate a multinazionali straniere e il leader fascista non voleva che una di esse controllasse tutte le comunicazioni in Italia. Si preferì perciò dividere l'Italia in cinque settori territoriali e creare una sesta concessione per i collegamenti fra i cinque settori. Nel settembre 1924, con la suddivisione del territorio in cinque zone, fu indetta dallo Stato una gara per l'assegnazione delle relative concessioni ai privati: i nuovi concessionari dovevano assorbire le sessantaquattro concessioni precedenti ancora esistenti.
Il nuovo sistema entrò in funzione il 1º gennaio 1925 con la seguente suddivisione territoriale:
- STIPEL - Società telefonica interregionale piemontese e lombarda: Piemonte e Lombardia;
- TELVE - Società anonima telefonica veneta: Tre Venezie e Zara;
- TIMO - Telefoni Italia Media Orientale: Emilia-Romagna, Marche, Umbria (tranne il circondario di Orvieto), Abruzzo e Molise;
- TETI - Società telefonica tirrena: Liguria, Toscana, Lazio, Sardegna e circondario di Orvieto;
- SET - Società esercizi telefonici: Italia meridionale e Sicilia.

La sesta concessione non assegnava alcun territorio italiano, bensì la gestione delle dorsali interurbane. Tuttavia, la gara per l'assegnazione della sesta zona andò deserta in quanto ritenuta antieconomica dalle società telefoniche. Perciò tale attività rimase allo Stato, che la organizzò nell'Azienda di Stato per i servizi telefonici (ASST).

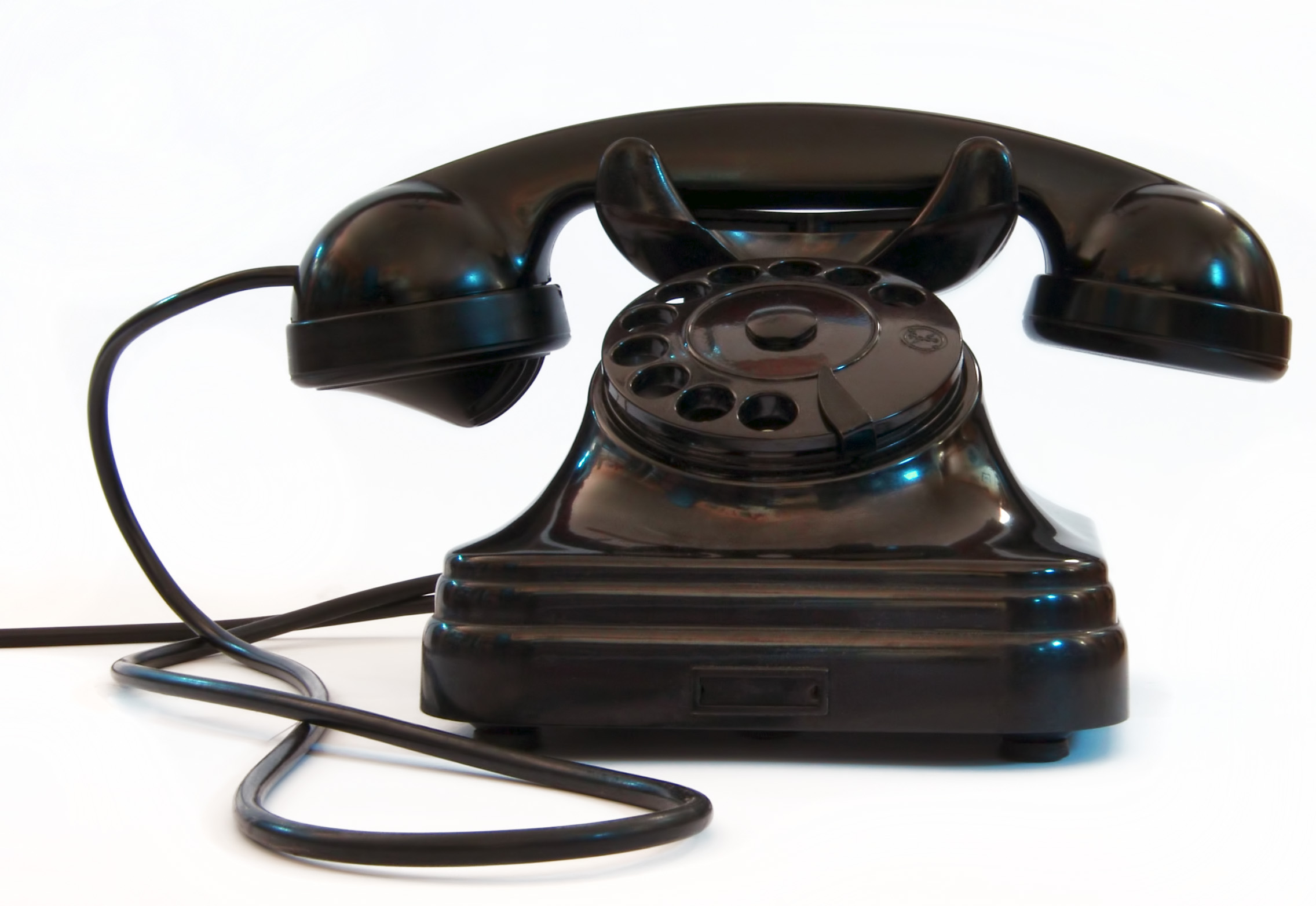
Telefono FACE F51 degli anni cinquanta

Nonostante le cautele di Mussolini, si verificò una parziale concentrazione proprietaria; infatti la potente Società Idroelettrica Piemontese (SIP), realtà inizialmente attiva nel settore energetico ed in seguito espansa a quello telefonico, nel giro di pochi anni prese il controllo di ben tre concessionarie, la STIPEL, la TELVE e la TIMO.
La TETI era invece controllata da La Centrale, la finanziaria delle famiglie Orlando e Pirelli. La SET, infine, era legata al gruppo svedese Ericsson.
Nel 1928 la STIPEL brevettò il telefono duplex, che permetteva di diminuire i costi e perciò contribuì a diffondere l'uso del telefono.
Negli stessi anni, per impiegare il personale reso inutile dall'introduzione delle centraline automatiche, furono ideati i servizi come l'ora esatta, la chiamata dei taxi e la sveglia telefonica.
Allo scoppio della crisi economica del 1929 la SIP era controllata dalla Banca Commerciale Italiana, che nel 1931 la cedette, insieme alle altre partecipazioni industriali, alla propria finanziaria Sofindit. Non essendo possibile risanare le imprese del gruppo COMIT, esse furono vendute al neocostituito IRI. Così lo Stato italiano si ritrovò nuovamente padrone della maggioranza del settore telefonico nazionale. L'IRI, a sua volta, scorporò dal gruppo SIP le tre società telefoniche e le fece confluire sotto il controllo della finanziaria STET (Società Torinese per l'Esercizio Telefonico).
Dopo la seconda guerra mondiale i produttori di telefoni in Italia erano quattro: la Sit-Siemens, la Face Standard, la Autelco e la FATME-Ericsson.
Nel 1952 fu impiantata la prima cabina telefonica pubblica d'Italia, in piazza San Babila a Milano.

## La nazionalizzazione

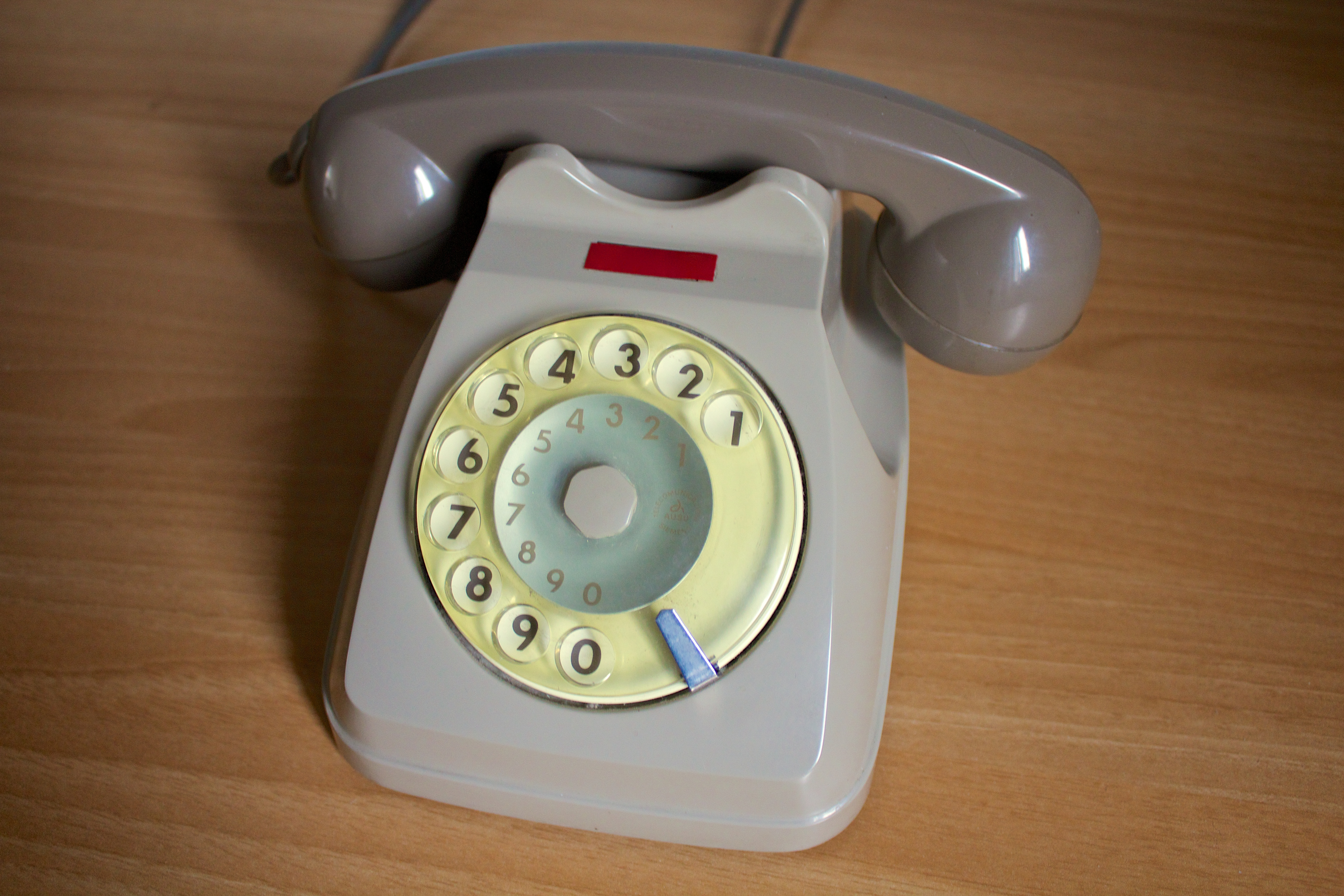
Telefono Siemens S62 degli anni Settanta

Il decreto ministeriale 11 dicembre 1957 impose che la TETI e la SET fossero cedute all'IRI. Nel 1958 le due concessionarie passarono alla STET. Ormai lo Stato controllava tutto il sistema telefonico italiano, anche se rimanevano formalmente in vita le cinque concessionarie.
Nel 1961 a Torino viene fondato il laboratorio di telecomunicazioni "CSEL" (Centro Studi E Laboratori), che nel 1964 verrà chiamato CSELT. Il centro diventerà un punto di riferimento nazionale ed internazionale per la standardizzazione delle telecomunicazioni.
Nel 1962 fu deliberata la nazionalizzazione delle imprese elettriche e la SIP, come le altre compagnie, ricevette un sostanzioso indennizzo. Così nel 1964 fu organizzata l'operazione di incorporazione nella nuova SIP - Società Italiana per l'Esercizio Telefonico delle cinque concessionarie, in modo che la nuova concessionaria unica potesse utilizzare i fondi dell'indennizzo per effettuare gli investimenti necessari alla modernizzazione della rete telefonica.
In conseguenza dell'unificazione della rete nazionale il ruolo della ASST rimase quello di gestire i collegamenti telefonici con l'Europa ed il Mediterraneo, mentre l'Italcable (dal 1964 anch'essa controllata STET) si occupava dei collegamenti transoceanici ed intercontinentali.
La fase di modernizzazione ed espansione della telefonia in Italia fu guidata da Guglielmo Reiss Romoli, presidente della STET dal 1946 al 1961.
All'inizio degli anni sessanta, al momento della scomparsa di Reiss Romoli, il sistema italiano delle telecomunicazioni aveva ormai raggiunto dimensioni paragonabili a quelle delle maggiori nazioni industrializzate.
Alla diffusione del telefono in tutte le case contribuì anche l'imponente migrazione interna dal Mezzogiorno al Triangolo industriale, che fece aumentare significativamente il flusso delle chiamate interurbane. Anche in conseguenza di questa esigenza, nel 1970 fu concluso il passaggio alla teleselezione anche per i collegamenti interurbani.
Nel 1968 Chiamate Roma 3131 fu il primo programma radiofonico a dare la possibilità al pubblico di intervenire telefonicamente a trasmissione in corso.
Intorno al 1990 in Italia si era arrivati a contare venti milioni di telefoni fissi, mentre si andavano diffondendo, soprattutto negli uffici, la segreteria telefonica ed il fax.

## Il regime di concorrenza
La legge nº 58 del 29 gennaio 1992 stabilì il riassetto delle telecomunicazioni. La prima tappa fu il passaggio delle attività della ASST alla neocostituita Iritel, del gruppo IRI. Successivamente, nel 1994, l'IRI procedette alla fusione delle società operative SIP, Iritel, Italcable, Telespazio e Società italiana radiomarittima nella nuova compagnia di telecomunicazioni Telecom Italia.
Questo processo era strettamente legato al processo di liberalizzazione del settore delle telecomunicazioni, e di altri settori, avviato negli Stati Uniti d'America all'inizio degli anni 1980, e successivamente avvertito anche nel vecchio continente. In Europa tale processo comportò innanzitutto la privatizzazione degli operatori nazionali.
Nel 1997 questo processo giunse a compimento con la fusione fra STET e Telecom Italia, seguita dopo pochi mesi dalla privatizzazione dell'azienda.
L'anno precedente era nata la prima grande concorrente della Telecom nella telefonia fissa, Infostrada, fondata insieme dalla Olivetti e dalla Bell Atlantic. Nel 1998 nascerà il terzo operatore, Wind, da un accordo fra l'Enel, France Télécom e Deutsche Telekom. Il "Lex Column" del britannico Financial Times, nel 1999, definì questa operazione di acquisizione in Italia tramite OPA una "rapina in pieno giorno". Le critiche del Financial Times, ribadite in diverse occasioni, riguardarono la fragilità intrinseca del sistema utilizzato delle "scatole cinesi", nonché i forti contraccolpi subiti dai piccoli azionisti, sommati a perplessità di natura fiscale. La redditività del gruppo, fino al 1999 beneficiaria delle regole di protezione strategica del mercato delle telco, venne infatti nuovamente e definitivamente compromessa all'indomani della liberalizzazione del 1998-1999. Il gruppo Telecom, per ovviare alla nuova e improvvisa situazione di presenza di esuberi, oltre 10 mila, annunciò un piano di pensionamenti di fronte al quale il manager Franco Bernabé espresse perplessità.
Dal 1998 la composizione del prefisso telefonico è obbligatoria anche per le chiamate urbane. In precedenza, chiamando nel proprio distretto, anteporre il prefisso non era necessario. Questo sistema è tuttora in uso in molti paesi..
Negli stessi anni novanta si diffuse la telefonia cellulare con operatori come TIM (del gruppo Telecom Italia), Omnitel (controllata dalla Olivetti), Wind (controllata da Enel), Blu, 3 Italia. Nel 2003 Vodafone ha acquisito Omnitel, trasformandola in Vodafone Italia, mentre nel 2016 Wind e 3 Italia si sono fuse in Wind Tre, consentendo l'ingresso del nuovo operatore Iliad.